# Ramón Valdés Ortúzar
Ramón Valdés Ortúzar; (San Fernando, 1862 - Chillán, 26 de abril de 1914). Agricultor y político conservador chileno. Hijo de José Manuel Valdés Larrea y de María Ortúzar Castillo. Contrajo matrimonio con Rafaela Ortúzar Ovalle y en segundas nupcias con Matilde Blest Pitmann. Abuelo del exparlamentario Gabriel Valdés Subercaseaux.
Fue educado en el Colegio San Ignacio. Se dedicó a la agricultura en el fundo San Sebastián, cerca de Chépica, que era de propiedad de su familia. Viajó por Europa, residió en Barcelona y París. De regreso se instaló en Valparaíso donde inició una empresa de comercio exterior.
Fue miembro del Partido Conservador y fue elegido Diputado por Linares, Parral y Loncomilla (1891-1894), formando parte de la comisión permanente de Economía y Comercio. 